# John Hopkins (Drehbuchautor)
John Richard Hopkins (* 27. Januar 1931 in London, England; † 23. Juli 1998 in Los Angeles, USA) war ein britischer Drehbuchautor und Dramatiker.

## Leben und Wirken
Seine Karriere im Filmgeschäft begann er als Studiomanager in den 1950er Jahren. Für die BBC begann er Drehbücher zu verfassen und schuf u. a. die Fernsehserie Z-Cars. 1965 verfasste er zusammen mit Richard Maibaum das Drehbuch zum James-Bond-Film Feuerball.
John Hopkins schrieb auch eine Reihe von Dramen für die Bühne. Er war auch als Regisseur tätig und inszenierte neben einer Episode für die Serie Thirty-Minute Theatre zwei Spielfilme.
1997 wurde John Hopkins für das Drehbuch zu dem Film Hiroshima mit dem Humanitas Prize ausgezeichnet.
Er war zweimal verheiratet, aus beiden Ehen stammt je ein Kind. Seine zweite Frau war die Schauspielerin Shirley Knight.

## Filmografie (Auswahl)
- 1965: James Bond 007 – Feuerball (Thunderball)
- 1973: Sein Leben in meiner Gewalt (The Offence)
- 1973: Seine Scheidung, ihre Scheidung (Divorce His, Divorce Hers)
- 1979: Mord an der Themse (Murder by Decree)
- 1985: Die Spur der Bestie (Torment)
- 1985: Der 4 1/2 Billionen Dollar Vertrag (The Holcroft Covenant)
- 1989: Runaway Dreams
- 1995: Hiroshima (Fernsehfilm)

## Bühnenstücke (Auswahl)
- 1968 This Story of Yours (dt. Diese Geschichte von Ihnen, berühmte Inszenierung von Peter Palitzsch am Staatstheater Stuttgart, 1970; das Stück war auch Vorlage für den Film The Offence von Sidney Lumet)
- 1970 Find Your Way Home
- 1973 Economic Necessity
- 1974 Next of Kin
- 1979 Losing Time
- 1987 Absent Forever
- 1987 On Location